# فيلا فلسطين
فيلا فلسطين هي فيلا تقع في مارسيليا جنوب فرنسا.

## الموقع
تقع هذه الفيلا في الدائرة السادسة عشر من مدينة مارسيليا.
ويتمثل عنوانها في البيت 126 من شاطئ إيستاك (بالفرنسية: Plage de l'Estaque)‏.

## الطراز
يندرج الطراز المعماري لهذه الفيلا ضمن إحياء العمارة الإسلامية.

## التصنيف
تم إدراج هذه الفيلا ضمن المعالم المصنفة في فرنسا بتاريخ 16 نوفمبر 1993م.

### مواضيع ذات صلة
- قائمة المعالم التاريخية في مارسيليا [الفرنسية]
- فلسطين
- شارع فلسطين
- جائزة فلسطين

### وصلات خارجية
- صورة فضائية بواسطة خرائط جوجل